# Евстатий Плакида
Свети великомъченик Евста́тий Плакида (на гръцки: Ευστάθιος Πλακίδας, известен и като Евстатий Римски е християнски светец, великомъченик. Покровител е на ловците, а в католицизма е един от Четиринадесетте свети помощници. Паметта му се почита на 20 септември (3 октомври) от Източноправославната църква и на 20 септември от Римокатолическата църква.

## Жизнеописание
Евстатий е римски военачалник по времето на император Тит Флавий Веспасиан и Траян. Според преданията, Евстатий приема християнство, след като по време на лов, между рогата на преследвания от него елен, се появява образа на разпънатия Спасител, който му казал: „Плакида, защо преследваш Мен, който искам твоето спасение?“. Като се върнал у дома, Евстатий приел светото кръщение заедно с жена си Теопистия и синовете си Агапий и Теопист.
Евстатий прекарва живота си в благополучие, но скоро започват и изпитания. Изгубва цялото си богатство и измират всичките му слуги. Приятелите му го изоставят в нещастието. Евстатий приел това много тежко. Той заминава за Египет, и става обикновен работник за да прехранва семейството си. Тук обаче го сполетяват нови беди: разбойник отвлича жена му, а синовете му се изгубват в пустинята. Евстатий прекарва в Египет 15 години в мъки, лишения и труд и Бог го възнаграждава щедро за високите му добродетели.
По това време варвари застрашават столицата на империята Рим. Император Траян си спомня за бившия военачалник Плакида, който не веднъж отблъсква с успех враговете и заповядва да го открият за да му повери отново командването на войската. Евстатий е доведен в Рим, императорът го приема с почести и го назначава за главнокомандващ на римската войска.
Евстатий успешно отблъснал варварите и се завръща тържествено в Рим начело на римската армия. При това завръщане той открива своите синове сред римските войници, и жена си, която прислужвала във войската. Овчари спасили синовете му в пустинята и ги отгледали като свои деца, а съпругата му успяла да се отърве от своя похитител.
По време на празниците в чест на победата, новият император Адриан, който сменя на римския трон Траян, решава да извърши тържествено жертвоприношения. Поканеният на празненствата Евстатий отказва да принесе жертва на езическите богове и открито обявява, че е християнин. Императорът лишава Евстатий от военния му сан и осъжда военачалника и семейството да бъдат хвърлени на арената на Колизеума за да бъдат разкъсани от лъвовете. За изумление на всички зверовете не докосват Евстатий, жена му и синовете му. Тогава Адриан заповядал християните да бъдат изгорени живи в нагорещена пещ, в която те приемат мъченическата си смърт.